# منير الحمداوي
منير الحمداوي (بالهولندية: Mounir El Hamdaoui)‏ لاعب كرة قدم مغربي من مواليد مدينة روتردام، هولندا 14 يوليو 1984 مغربي الأصل من مدينة الحسيمة ، ولعب في صفوف أزيد الكمار الهولندي، كما لعب في نادي توتنهام هوتسبر الإنجليزي. رغم أنه من مواليد هولندا، ولعب للمنتخب الهولندي للشبان، إلا أنه اختار اللعب مع منتخب المغرب لكرة القدم سنة 2009 .

## مع المنتخب المغربي
- عدد المباريات الدولية : 15
- أول مباراة دولية : المغرب 0 - 0 التشيك (مباراة ودية) 11 فبراير 2009
- أول هدف دولي : المغرب 1 - 2 الغابون (تصفيات كأسي العالم وإفريقية 2010) 28 مارس 2009
- عدد الأهداف الدولية : 3

## الانتقال إلى فيورينتينا
في 11 يوليو 2012 أعلن نادي فيورينتينا أنه تعاقد بشكل رسمي مع منير الحمداوي، يذكر أن الحمداوي كان قد دخل في فترة عطالة حيث لم يلعب مع أياكس أمستردام من أبريل 2011 إلى غاية توقيعه مع فيورينتينا في يوليو 2012 بسبب خلافاته مع المدرب فرانك دي بور وهذا ماجعله يفقد مكانه مع المنتخب المغربي في تلك الفترة .

## الإعارة إلى مالقا
انتقل الحمداوي إلى نادي مالقا لمدة موسم واحد على سبيل الإعارة في أغسطس 2013 ، ولعب مباراته الأولى في 1 سبتمبر 2013 ضد إشبيلية (2-2) حيث دخل كبديل في الدقيقة 77 ، بينما لعب مباراته الأولى كرسمي بتاريخ 15 سبتمبر 2013 وكانت ضد رايو فايكانو (5-0) حيث تألق بشكل لافت موقعاً ثلاث أهداف (هـاتريك) ومرر كرة الهدف الثاني وللإشارة فهذا الهاتريك هو الأول لنادي مالقا منذ 10 سنوات بحيث أن آخر لاعب سجل هاتريك بقميص مالقا هو سلفادور باييستا أمام برشلونة سنة 2003 

## العودة إلى الكمار
بعد انتهاء عقد الحمداوي مع فيورينتينا في يونيو 2015 والذي ظل معه حبيس الاحتياط في موسم 2014-2015 ،قرر منير البحث عن تحدي جديد وربطته عدة تقارير بالانتقال إلى الخليج العربي وبالضبط إلى دوري نجوم قطر، لكن لاشيء حدث لينتظم منير في تدريبات فريقه السابق أزيد الكمار بغية الحفاظ على لياقته ولم يكن يفكر في الدفاع عن ألوانه لكنه أبان عن مستوى جيد خلال التدريبات الشيء الذي دفع إدارة النادي إلى الاقتراح على منير فكرة العودة إلى النادي الذي تألق معه وحقق معه لقب الدوري الهولندي ولقب هداف الدوري الهولندي أيضاً، وفي 20 أكتوبر 2015 أعلن نادي أزيد الكمار عن تعاقده مه منير الحمداوي إلى غاية نهاية الموسم ليعود بالتالي منير إلى التنافسية بعدما كان بعيداً عن المنافسة في فيورينتينا

## الانتقال إلى الخليج
أعلن نادي أم صلال القطري في 24 يناير 2016 عن تعاقده مع منير الحمداوي قادماً من أزيد الكمار الهولندي والذي غادره بعد شهرين من الانضمام إليه لتكون بذلك أول تجربة لمنير خارج القارة العجوز، لعب أول مباراة بقميص أم صلال في 28 يناير 2016 وكانت ضد نادي الريان، وفي 6 أغسطس 2016 أعلن نادي التعاون السعودي عن تعاقده مع منير الحمداوي لمدة موسم واحد ولعب أول مباراة ضمن الجولة الأولى من الدوري السعودي ضد نادي الوحدة في 12 أغسطس 2016 واستطاع إحراز أول أهدافه بقميص الفريق في نفس المقابلة التي انتهت بخسارة التعاون 3-2

## الألقاب والانجازات الشخصية
- كأس السلام رفقة نادي توتنهام هوتسبر سنة 2005
- احسن لاعب في الدوري الهولندي الممتاز موسم 2008-2009
- بطل الدوري الهولندي الممتاز مع نادي أي زد الكمار موسم 2008-2009
- بطل الدوري الهولندي الممتاز مع نادي أياكس أمستردام موسم 2010-2011
- هداف الدوري الهولندي الممتاز لموسم 2008-2009 بـ 23 هدف
- جائزة الحداء الدهبي الهولندي 2008-2009

1. 

## وصلات خارجية
- منير الحمداوي على موقع الاتحاد الدولي (مؤرشف)  (الإنجليزية)
- منير الحمداوي على موقع الاتحاد الأوربي (الإنجليزية)
- منير الحمداوي على موقع قاعدة بيانات كرة القدم.إي يو (الإنجليزية)
- منير الحمداوي على موقع ناشيونال فوتبول تيمز (الإنجليزية)
- منير الحمداوي على موقع Soccerway.com (الإنجليزية)
- منير الحمداوي على موقع عالم كرة القدم.نت (الإنجليزية)
- منير الحمداوي على موقع AS.com (الإسبانية)